# 関西学生法学連盟
関西学生法学連盟（かんさいがくせいほうがくれんめい）とは、法学の共同研究発表並びに各大学学生法学団体相互の親睦を図ることを目的として設立された団体であり、関西学生法律討論会を主催している。全日本学生法学連盟の加盟団体でもある。

## 歴史
1949年春、前年に発足した関東学生法学連盟の要請を受け、関西学院大学にて創立準備の初会合がもたれた。1949年昭和24年9月30日に京都大学新徳館で結成式が行われた。翌年、大阪大学の加入があった。その後、京都大学、大阪大学は脱退し、新たに神戸学院大学が加入し、現在に至る。

## 加盟校
令和7年現在、関西大学（千里山法律学会）、関西学院大学（法律研究部）、神戸学院大学（法律研究会[Libra]）、同志社大学（法学研究会）、立命館大学（法友会）の計5校が加盟している。

## 関西学生法律討論会
関西法律討論会とは、関西学生法学連盟が主催し、6月（春討）と10月（秋討）の年2回行われる、法律問題に関する討論会である。また、12月には一回生法律討論会を開催している。
出題は、憲法、民法、刑法、の分野から順次、開催校が依頼した出題者（主に開催校の教授）がこれを行う。
討論形式は、立論10分質疑応答10分で、各校の代表者である立論者が一人ずつ論壇に立ち、立論を行った後、各校の質問者からの論旨に対する質疑に答えるスタイルである。
この立論と質疑応答の両方について、法曹三者・学者から構成される審査員による審査を行い、立論者と優秀質問者を表彰する。
後援団体として、大阪高等裁判所、大阪高等検察庁、近畿弁護士会連合会がついている。

## 関西法律討論会
| 開催回数                                                                 | 立論の部（順位：所属大学）                        | 質問の部（順位：所属大学）                            |
| ------------------------------------------------------------------------ | ------------------------------------------------- | ----------------------------------------------------- |
| 第76回春季関西学生法律討論会（2024年5月26日（日）、場所：同志社大学）    | 第1位関西大学、第2位同志社大学、第3位立命館大学   | 第1位同志社大学、第2位同志社大学、第3位神戸学院大学   |
| 第76回秋季関西学生法律討論会（2024年10月27日（日）、場所：関西学院大学） | 第1位同志社大学、第2位関西大学、第3位関西学院大学 | 第1位関西学院大学、第2位同志社大学、第3位神戸学院大学 |

## 全日本学生法律討論会
毎年12月に全日本学生法学連盟の主催で開催される。略称は、全討（ぜんとう）。
関西における年間総合順位上位3団体には、全日本学生法律討論会の立論権が与えられる。